# Guthnick (månekrater)
Guthnick er et nedslagskrater på Månen. Det befinder sig på den sydlige halvkugle på Månens bagside, men i et område, som lejlighedsvis bringes inden for synsvidde fra Jorden på grund af gunstig libration, men krateret ses da fra siden under lille vinkel, så mange detaljer ikke kan observeres. Det er opkaldt efter den tyske astronom Paul Guthnick (1879-1947).
Navnet blev officielt tildelt af den Internationale Astronomiske Union (IAU) i 1970.

## Omgivelser
Guthnickkrateret ligger i det sydlige område af det store lag af udkastninger, som omgiver Mare Orientale-nedslagsbassinet. Mindre end en kraterdiameter mod nordvest ligger det lidt større Rydbergkrater, og mod syd-sydvest ligger det lille Anderssonkrater.

## Karakteristika
Guthnicks ydre rand har skarp kant og udviser ikke erosion af betydning. Der er en lille udadgående bule i randen mod nordøst, men ellers er den nærmest cirkulær. Løst materiale fra de indre vægge er skredet ned og har dannet en skrånende kant langs siderne, og den lille kraterbund ligger i midten af denne ring af grus. Der er ikke nedslag af betydning i kraterbunden.

## Måneatlas
- Billeder af Guthnickkrateret i LPI-måneatlasset
- USGS-kort